# Équipe de Slovénie de futsal FIFA
Maillots
Actualités
L'équipe de Slovénie de futsal est la sélection nationale représentant la Slovénie dans les compétitions internationales de futsal. 
La sélection dispute cinq phases finales du Championnat d'Europe de futsal (2003, 2010, 2012, 2014 et 2016) en réussissant à se qualifier pour les quarts de finale en 2014 mais ils perdent 4 buts à 0 face à l'Espagne.